# Albertine N'Guessan
Albertine N'Guessan Zebou Lou, épouse Monin, morte le 22 avril 2016 à Oumé (Côte d'Ivoire), est une actrice ivoirienne. Célèbre pour ses rôles dans Ablakon, Visages de femmes et Adanggaman, elle a été distinguée dans l’ordre du mérite de la culture et des arts en Côte d’Ivoire, et fait partie des meilleures actrices de son époque.
Albertine fut également enseignante à l'Institut national supérieur des arts et de l'action culturelle (INSAAC) d'Abidjan.

## Filmographie

### Cinéma
- 2000 : Adanggaman
- 1985 : Visages de femmes
- 1984 : Ablakon
- 1981 : Adja Tio : À cause de l'héritage

### Série
- 2007 : Nafi[5]
- 2009 : Sah Sandra[4]